# 津市コミュニティバス (美杉地域)
津市コミュニティバス（美杉地域）（つしコミュニティバス（みすぎちいき））は、三重県津市の美杉地域（旧美杉村）および隣接する奈良県宇陀郡御杖村を運行するコミュニティバスである。

## 概要
- 運賃は「運賃制度」を参照。
- 当路線は曜日指定運行（後述）であるが、年末年始（12月29日から翌年1月3日）は運休する。
- 当路線は三重交通が受託運行する。

## 歴史
- 1992年（平成4年）4月1日：美杉村営バス運行開始。
- 2006年（平成18年）1月1日：美杉村は津市へ合併。美杉コミュニティバスとなる。
- 2010年（平成22年）
  - 4月1日：市内各地域で運行しているコミュニティバスの運賃や運行形態の格差を是正するため、見直しを実施。津市コミュニティバスの一部となる。コースを変更。
  - 7月1日：竹原 - 一志病院間 路線延長。
- 2013年（平成25年）4月1日：循環ルートを見直し、直線的な往復ルートに変更。マックスバリュ川口店まで路線延長。
- 2021年（令和3年）4月1日：三重交通の一般路線廃止（名張駅前 - 敷津 - 奥津駅前のうち敷津 - 奥津駅前間）に伴い[1][2]、運行経路を再編。運賃を200円均一とする。

## 運賃制度
運賃
- 大人200円、小人（小学生）100円。

※全区間共通。未就学児（幼児・乳児）は無料。なお、障害者手帳等の交付者とその介護者は半額、（津市オリジナルICカードの）シルバーエミカ所有者は無料となる（※津市内に住む65歳以上の方のみ）。
回数券
下記の3種を扱っている。
- 2,000円（200円券 12枚綴り）
- 1,000円（100円券 12枚綴り）
- 500円（50円券 12枚綴り）

※津市本庁舎交通政策課、各総合支所地域振興課、白山地域および美杉地域の各出張所で販売。
定期券
3カ月用と1カ月用を扱っている。
- 大人（中学生以上） - 3カ月：14,000円、1カ月：5,000円
- 小人（小学生のみ） - 3カ月：7,000円、1カ月：2,500円

※津市本庁舎交通政策課、各総合支所地域振興課、白山地域および美杉地域の各出張所で販売。

## 備考
- 曜日によって異なるルートで運行され、美杉東ルートと西ルートは三重交通の営業用バス（4条、日野・ポンチョ）を使用するが、交通系ICカード（emica）は使用できない。
- 美杉南ルート・美杉循環ルートと観光シーズンに運行するルートについては自家用有償旅客運送（79条）となる。なお、このルートは株式会社カーステージ三重が受託運行する[1]。
- 一志病院で旧白山町域を走る八対野・大三ルート、福田山・川口・三ヶ野ルートに乗換え可能。また、ルート上の奈良県御杖村にある敷津停留所では名張駅方面の三重交通バス（名張奥津線31系統[2]）と御杖村ふれあいバスに乗換え可能。

## 現行路線
2022年4月時点の経路。

### 美杉東ルート
月曜・水曜・金曜運行。
- 丹生俣 - 上多気交差点南 - ふるさと資料館前 - 北畠神社前 - 野登瀬 - 下之川出張所前 - 君ヶ野ダム公園前 - 伊勢竹原駅前 - 竹原 - 白山高校前 - 一志病院
- 伊勢奥津駅前 - 上多気交差点西 - ふるさと資料館前 - （この間は上と同じ） - 一志病院 - 家城駅前 - マックスバリュ（川口店）

### 美杉西ルート
月曜・水曜・金曜運行。
- 川上 - 伊勢奥津駅前 - 伊勢地出張所前 - 敷津 - 美杉総合支所前 - 伊勢鎌倉駅前 - 竹原出張所前 - 竹原 - 白山高校前 - 一志病院 - 家城駅前 - 関ノ宮 - マックスバリュ（川口店）
- 川上 - 伊勢奥津駅前 - 美杉小学校前 - 比津 - 美杉総合支所前 - （この間は上と同じ） - 一志病院 - （この間は上と同じ） - マックスバリュ（川口店）

注記
- 全体のうち2往復は一志病院までの運行となる。
- 全体のうち1往復は伊勢地出張所前・敷津の各バス停を経由するが、美杉小学校前 - 比津間にある各バス停はすべて通過する。

備考
- 美杉総合支所前バス停のすぐ近くに伊勢八知駅がある。

### 美杉南ルート
水曜運行。
- 丹生俣（） - 上多気交差点南 - 伊勢奥津駅前 - 寺村 - （伊勢地出張所前 - 杉平 - 三多気集会所前 - 杉平 - 伊勢地出張所前 - ）老ヶ野 - 大御堂公民館前 - 美杉総合支所前
- 丹生俣（） - 上多気交差点南 - 伊勢奥津駅前 - 寺村 - 伊勢地出張所前 - 杉平 - 三多気集会所前 - 杉平 - 敷津 - 太郎生小学校前 - 瑞穂 - 寺垣内 - 飯垣内（）
- 美杉総合支所前 ← 大御堂公民館前 ← 寺村 ← 杉平 ← 敷津 ← 太郎生小学校前 ← 瑞穂 ← 寺垣内 ← 飯垣内（）
- 美杉総合支所前 ← 大御堂公民館前 ← 老ヶ野 ← 伊勢地出張所前 ← 杉平 ← 三多気集会所前 ← 杉平 ← 伊勢地出張所前 ← 老ヶ野 ← 大御堂公民館前 ← 美杉総合支所前

### 美杉循環ルート
火曜・木曜運行。
- 敷津 - 伊勢地出張所前 - 伊勢奥津駅前
- 敷津 - 伊勢地出張所前 - 伊勢奥津駅前 - ふるさと資料館前 - 北畠神社前 - 道の駅美杉
- 伊勢奥津駅前 - 上多気交差点西 - ふるさと資料館前 - 北畠神社前 - 道の駅美杉
- 伊勢奥津駅前 - 上多気交差点西 - ふるさと資料館前 - 北畠神社前 - 下多気 - 下之川出張所前 - 君ヶ野ダム公園前 - 伊勢竹原駅前 - 竹原 - 竹原出張所前 - 伊勢鎌倉駅前 - 美杉総合支所前 - 比津 - 美杉小学校前 - 伊勢奥津駅前
  - 「←」が左回り、「→」が右回り。
  - 敷津 - 伊勢竹原駅前方面を直通する便は設定されていない。

### 季節運行路線
通常、土曜・日曜・祝日は運休となるが、桜や紅葉などの季節に合わせて、行楽客のアクセス用として運行される（※各路線の運行日は2021年度のもの）。
桜シーズン
4月3日から4月18日の土曜・日曜に運行。
- 伊勢奥津駅前 - 下垣内 - 杉平 - 敷津（美杉南ルート）

ゴールデンウィーク
4月29日から5月5日の土曜・日曜・祝日に運行。
- 伊勢奥津駅前 - 道の駅美杉 - 北畠神社前（美杉循環ルート）

アサギマダラシーズン
10月9日から10月24日の土曜・日曜に運行。
- 伊勢奥津駅前 - 下垣内 - 中太郎生 - 太郎生殿橋 - 飯垣内（美杉南ルート）
- 伊勢奥津駅前 - 津市家庭医療クリニック北 - 道の駅美杉 - 北畠神社前 - 上村（美杉循環ルート）

紅葉シーズン
11月13日から11月23日の土曜・日曜・祝日に運行。
- 伊勢奥津駅前 - 道の駅美杉 - 北畠神社前（美杉循環ルート）

ミツマタシーズン
3月19日から3月27日の土曜・日曜・祝日に運行。
- 伊勢奥津駅前 - 下垣内 - 杉平 - 敷津（美杉南ルート）

## 過去路線
2021年3月まで運行していた路線
- 丹生俣ルート・川上ルートは毎日運行で、三重交通の営業用バス（日野・ポンチョ）を使用していたが、同社のバスカードは使用できなかった。
- 逢坂・飼坂ルートは平日のみ運行で、有償運送許可を得た自家用のワゴン車を使用していた（運行は三重交通に委託）。

丹生俣ルート
- 丹生俣 - 上多気交差点 - 野登瀬 - 下之川出張所前 - 君ヶ野ダム公園前 - 竹原 - 一志病院 - 家城駅前 - マックスバリュ川口店

川上ルート
- 川上 - 八幡出張所前（伊勢奥津駅前）- 比津 - 美杉総合支所前（伊勢八知駅前）- 竹原 - 一志病院 - 家城駅前 - マックスバリュ川口店

逢坂・飼坂ルート
- 丹生俣 - 上多気交差点 - 八幡出張所前 - 下垣内 - 三多気（一部便のみ） - 老ヶ野 - 美杉総合支所前

※老ヶ野方面は、マイクロバス（三重交通仕様ではない）

## 車両
- 日野・ポンチョ
- 日野・リエッセ
- トヨタ・ハイエース